# Couchee Dance on the Midway
Pour plus de détails, voir Fiche technique et Distribution.
Couchee Dance on the Midway est un film américain muet et en noir et blanc sorti en 1901.

## Fiche technique
- Titre : Couchee Dance on the Midway
- Réalisation :
- Production : Siegmund Lubin
- Pays :  États-Unis
- Genre : Documentaire
- Durée :
- Dates de sortie : 
  -  États-Unis : 29 juin 1901